# Paraustrochernes victorianus
Paraustrochernes victorianus är en spindeldjursart som beskrevs av Beier 1966. Paraustrochernes victorianus ingår i släktet Paraustrochernes och familjen blindklokrypare. Inga underarter finns listade i Catalogue of Life.